# Off!
Az Off! amerikai hardcore punk együttes. 2009-ben alakultak Los Angelesben. Az együttes supergroup, a Black Flag, Circle Jerks, Hot Snakes, Rocket from the Crypt zenekarok tagjai alkotják. Albumaikat a Vice Records lemezkiadó jelenteti meg. A "What's Next?" című daluk a népszerű Grand Theft Auto V játékban is hallható.

## Tagok
- Keith Morris - ének
- Dimitri Coats - gitár
- Steven Shane McDonald - basszusgitár
- Mario Rubalcaba - dobok

## Diszkográfia
- First Four EPs (2010)
- Off! (2012)
- Wasted Years (2014)